# Exodus (Band)
Exodus ist eine US-amerikanische Thrash-Metal-Band aus der Bay Area in Kalifornien. Die Band wurde 1979 u. a. von Kirk Hammett in Richmond gegründet und steht bei Nuclear Blast unter Vertrag. Die Diskografie der Band umfasst elf Studioalben.

## Geschichte

### Frühe Jahre (1979–1986)

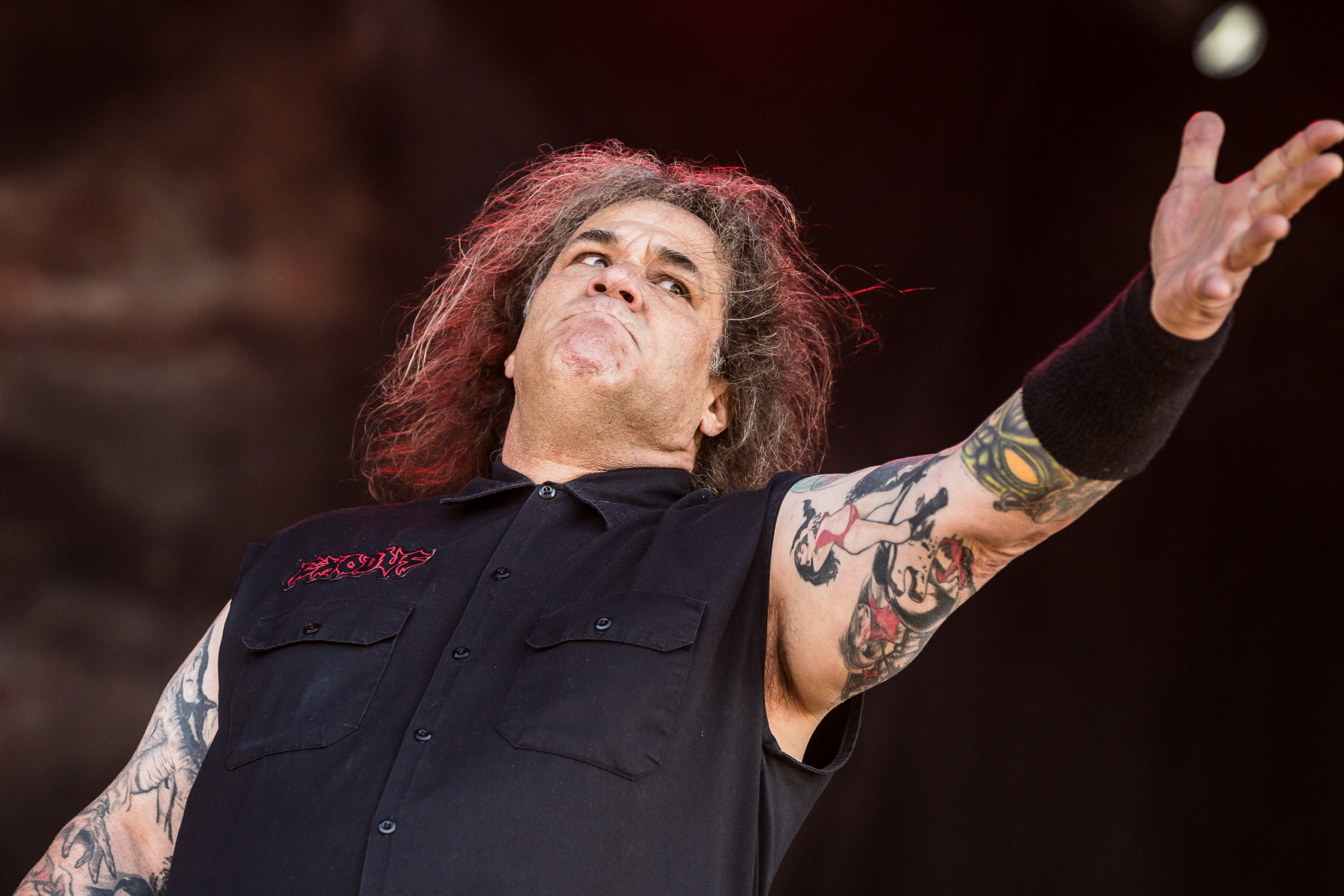
Steve „Zetro“ Souza 2018

Exodus wurde 1979 von den Gitarristen Kirk Hammett und Tim Agnello, dem Schlagzeuger und Sänger Tom Hunting und dem Sänger Keith Stewart während ihrer High-School-Zeit gegründet.
1980 kam der Bassgitarrist Carlton Melson zur Band. Das Quintett machte sich einen Namen bei Gartenpartys und verschiedenen Schulveranstaltungen. Sie spielten hauptsächlich Coversongs im Stil des Hardrocks der 1970er Jahre und der New Wave of British Heavy Metal (NWOBHM), entwickelten aber auch einige eigene Songs. Stewart verließ die Band bald, und Hunting war für einige Zeit alleiniger Sänger. Melson wurde 1981 durch den Bassgitarristen Jeff Andrews ersetzt. Auch Agnello verließ die Gruppe, woraufhin Exodus als Powertrio auftraten, bis in Hammetts Freund und Exodus-Roadie Gary Holt ein Ersatzgitarrist gefunden wurde.
Kurze Zeit später stieß der Sänger Paul Baloff zur Band. Anfangs spielte die Band noch melodischen Hard Rock. Da die Band keinen Plattenvertrag hatte, verzögerte sich die weitere Entwicklung der Band. Ende 1982 verließ Andrews die Band. Hammett folgte kurze Zeit später und wechselte in Richtung Metallica. Beide wurden durch Rob McKillop bzw. Rick Hunolt ersetzt. Musikalisch feilte Exodus an einem neuen, aggressiveren Sound, der von britischen Bands wie Motörhead, Iron Maiden und Raven beeinflusst wurde. Exodus erspielte sich zu dieser Zeit eine große, fanatische Fangemeinde. Zeitgleich veröffentlichte die Band mehrere weitere Demos.

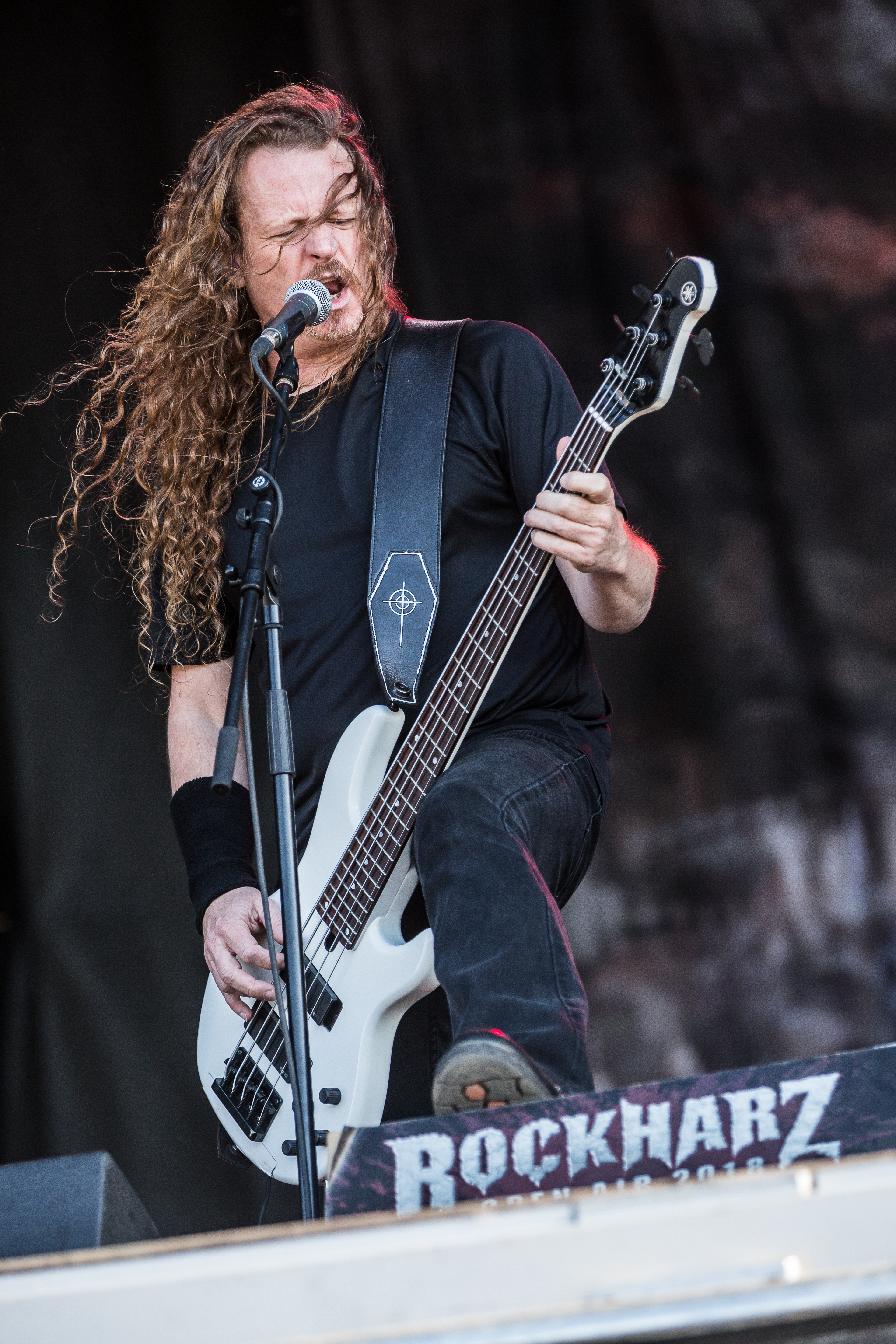
Jack Gibson 2018

Bereits Anfang 1984 war das erste Album komplett aufgenommen und reif für eine Veröffentlichung. Dennoch lag das Album fast ein Jahr auf Eis. Im Frühjahr 1985 wurde Bonded by Blood schließlich via Torrid Records veröffentlicht und avancierte zum zeitlosen Klassiker des Genres. Auf der folgenden Tournee mit Slayer und Venom erspielte sich Exodus den Ruf einer guten Liveband. Mit dem Vertrag bei Torrid war die Band nicht zufrieden und wechselte zu Combat Records. Kurze Zeit später stieg Baloff wegen persönlicher und musikalischer Differenzen aus. Auch sein enormer Alkoholkonsum wirkte sich hierauf nicht positiv aus. Im September 1986 stellte Exodus mit Steve „Zetro“ Souza ihren neuen Sänger vor, der zuvor bei der Band Legacy, die sich kurze Zeit später in Testament umbenannte, gesungen hatte. Souza wurde anfangs von vielen Fans nicht akzeptiert und wurde auf Konzerten des Öfteren mit Bierflaschen beworfen.

### Die erste Ära Souza (1987–1992)

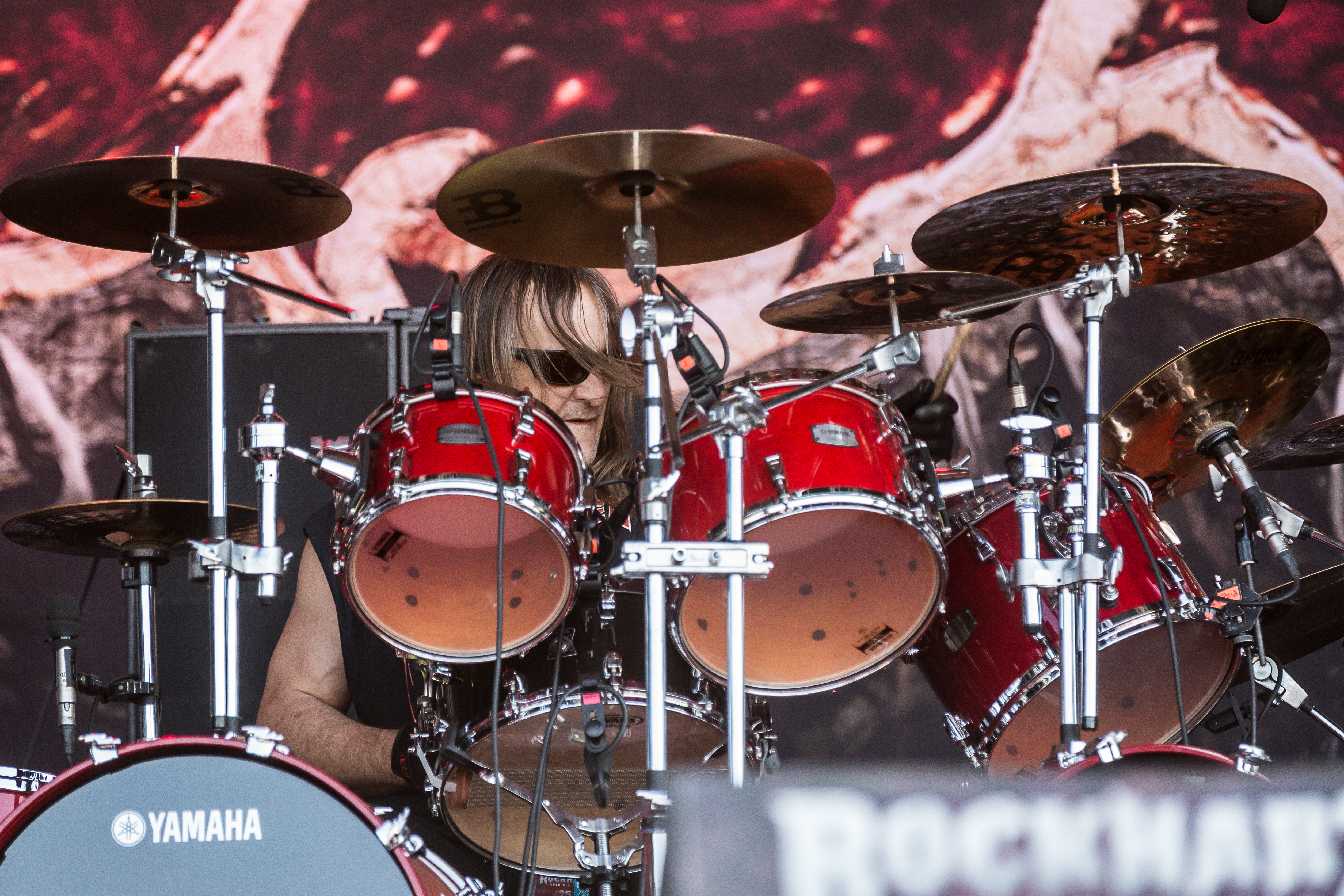
Tom Hunting 2018

Die Aufnahmen zum zweiten Album verzögerten sich. Der Produzent Mark Whitaker wurde gefeuert und einige Lieder mussten noch einmal neu aufgenommen werden. Pleasures of the Flesh erschien schließlich Ende 1987. Anfang 1988 folgte eine Tournee mit Anthrax und M.O.D. Im April des gleichen Jahres übernahm das Major Label Capitol Records den Vertrag. Aus rechtlichen Gründen musste das dritte Studioalbum Fabulous Disaster aus dem Jahre 1989 noch bei Combat veröffentlicht werden. Das Album enthält mit The Toxic Waltz eines der bekanntesten Lieder der Band.
Im gleichen Jahr gründete Ex-Sänger Paul Baloff die Band Piranha (benannt nach einem Lied vom Debütalbum Bonded by Blood). Das Demo wurde vom Metallica-Sänger James Hetfield produziert. Hetfield wollte auch das erste Album von Piranha produzieren, wozu es aufgrund der vielen Besetzungswechsel nie kam. Piranha löste sich schließlich auf.
Nach der Tournee zum Album Fabulous Disaster verließ der Schlagzeuger Tom Hunting wegen eines Herzfehlers die Band. Sein Nachfolger wurde John Tempesta. Zusammen nahm die Band das vierte Album Impact Is Imminent auf, welches Anfang 1990 erschien. Ein Jahr später verließ McKillop die Band und wurde durch Mike Butler ersetzt. Im selben Jahr erschien das Best-of-Album A Lesson in Violence sowie das Livealbum Good Friendly Violent Fun. Eine für 1992 geplante Europatournee wurde abgesagt.
Im November 1992 erschien das fünfte Album Force of Habit. Musikalisch nahm die Band den Fuß vom Gaspedal und setzte mehr auf groovige Lieder. John Tempesta wechselte kurze Zeit später erst zu Testament und landete schließlich bei White Zombie. Die Band löste sich daraufhin auf. Holt gründete zusammen mit Jack Gibson, Tom Hunting und dem Sänger John Miller die Band Wardance, die sich nach nur einem Demo wieder auflöste.

### Reunion, Pause, Comeback (1996–2004)

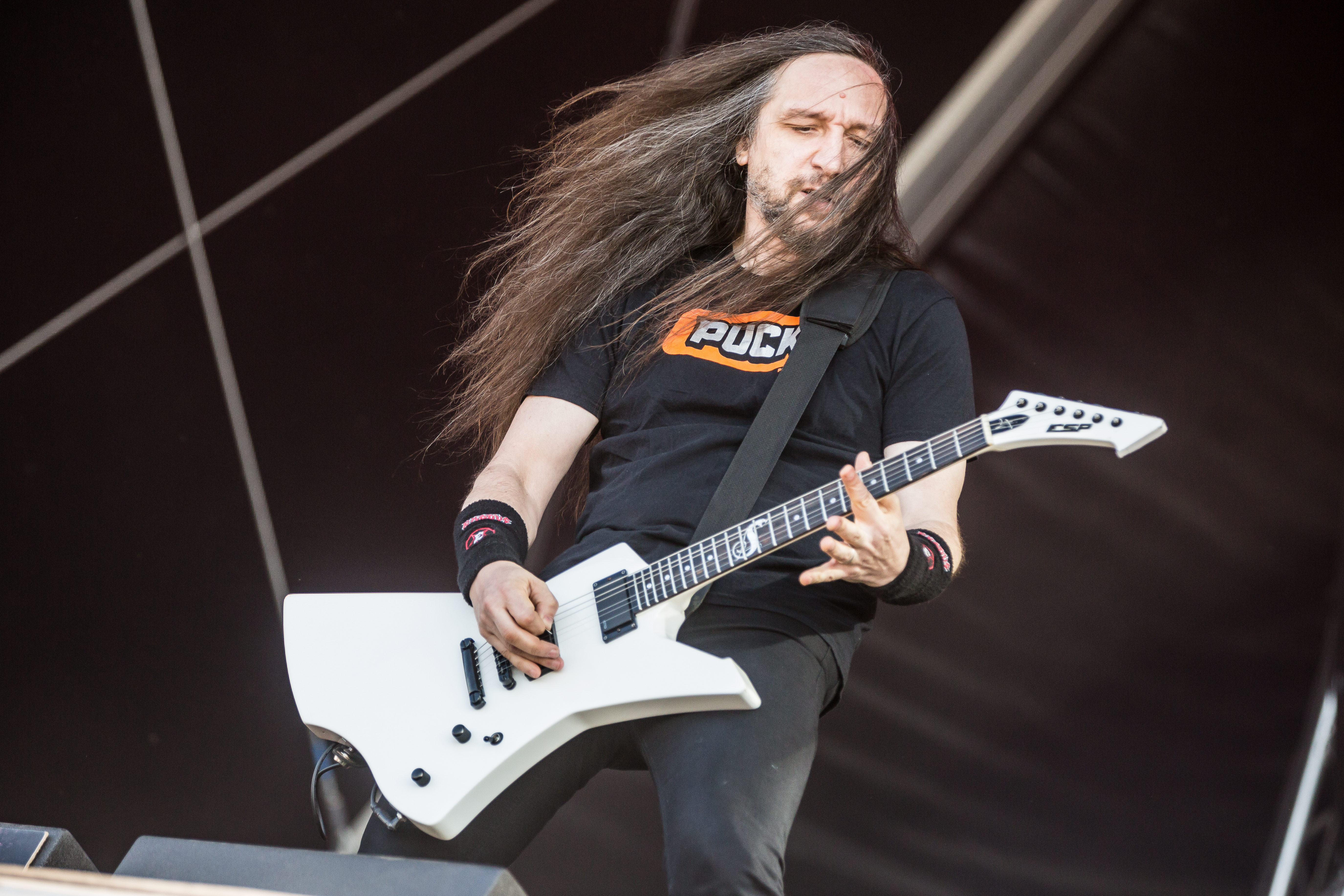
Lee Altus 2018

1996 kam es zu einer kurzzeitigen Reunion mit Altsänger Paul Baloff. Bis auf den Bassisten Jack Gibson bestand die Band nun aus der Originalbesetzung des Bonded By Blood-Albums. Exodus spielte eine Tournee in Nordamerika und Europa, u. a. mit einem Auftritt beim Dynamo Open Air. Im Jahr darauf erschien mit Another Lesson in Violence ein weiteres Livealbum via Century Media. Da das Album schlecht beworben und ein auf Video aufgenommenes Konzert nicht veröffentlicht wurde, beendete die Band ihre Zusammenarbeit mit Century Media. Da die Bandmitglieder mit massiven Drogenproblemen zu kämpfen hatten, beschlossen die Musiker, die Band ruhen zu lassen.
Es folgte eine weitere Pause bis zum September 2001, als Exodus beim „Thrash of the Titans“-Benefizfestival zu Gunsten des an Krebs erkrankten Testament-Sängers Chuck Billy teilnahm. Nach dem Festival begann die Band, neue Lieder zu schreiben und spielte einzelne Konzerte in und um San Francisco. Die Bemühungen wurden jäh unterbrochen, als Paul Baloff am 2. Februar 2002 in einem Krankenhaus in Oakland an den Folgen eines Hirnschlags starb. Seine Mutter war im gleichen Alter dem gleichen Verhängnis erlegen. Baloff wurde eine Zeit lang künstlich am Leben gehalten. Da Baloff zu diesem Zeitpunkt keine Angehörigen hatte, musste die Band entscheiden, ob die lebenserhaltenden Maschinen abgeschaltet werden sollten oder nicht.
Anstatt aufzugeben, holte Exodus Souza zurück in die Band und spielte einige „Tribute to Baloff“-Konzerte und spielte erstmals auf dem Wacken Open Air. Schnell tauchten Gerüchte über ein neues Album auf. Zusammen mit dem britischen Produzenten Andy Sneap nahmen Exodus das Comeback-Album Tempo of the Damned auf, welches am 2. Februar 2004 bei Nuclear Blast veröffentlicht wurde. Das Album, auf dem u. a. ein Cover des AC/DC-Klassikers Dirty Deeds Done Dirt Cheap zu finden ist, schlug wie eine Bombe ein und katapultierte die Band wieder an die Spitze der Thrash-Metal-Bewegung. Exodus spielte Headliner-Tourneen in Europa, während man in Nordamerika auch für eine weitaus jüngere Band wie Sum 41 eröffnete. Das anlässlich der Albumveröffentlichung gespielte Konzert in San Francisco wurde ein Jahr später unter dem Namen Live at the D.N.A. auf DVD veröffentlicht.

### Die Ära Dukes (2005 bis 2014)

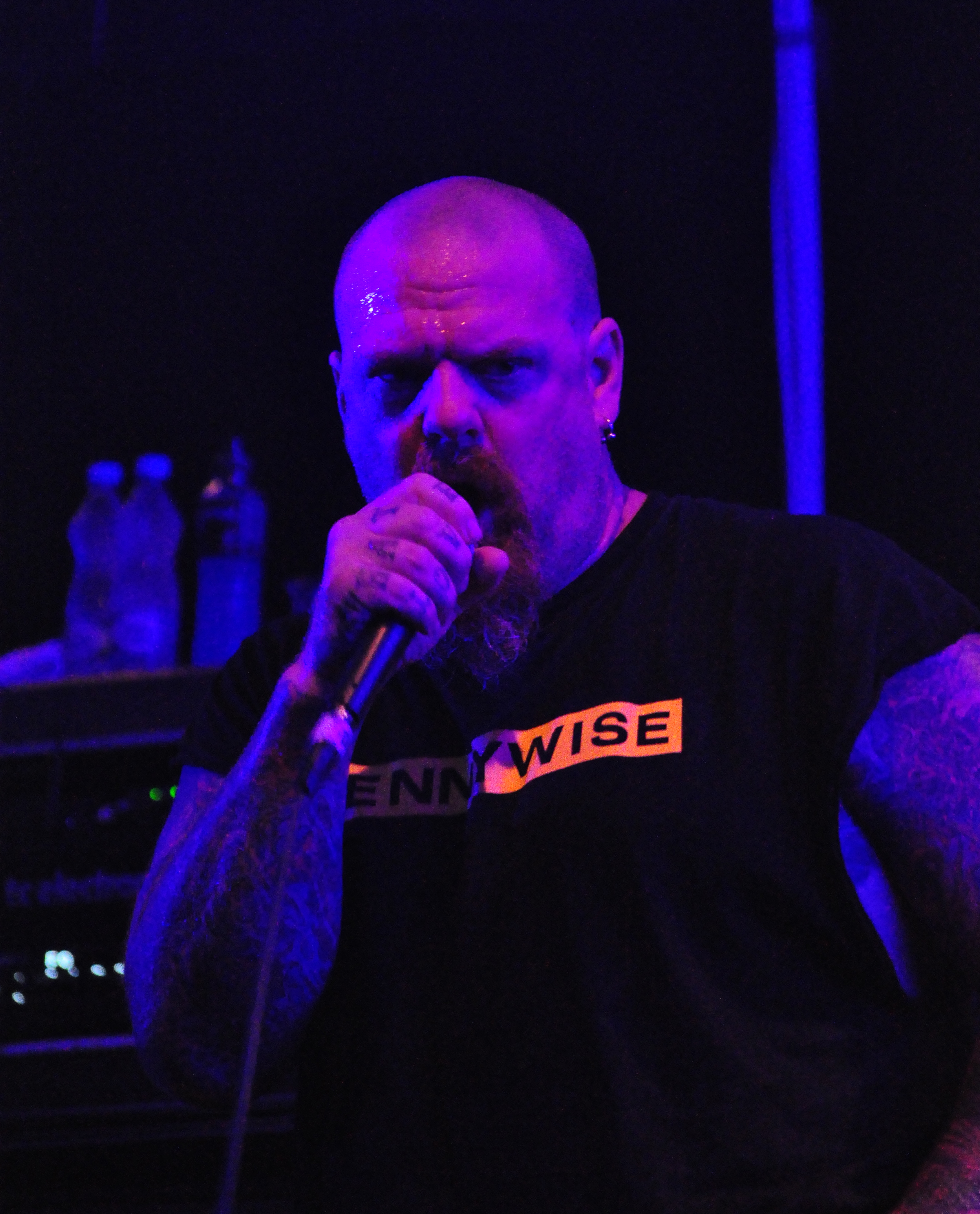
Rob Dukes

Im Jahre 2005 kam es erneut zu einem Umbruch. Kurz vor der Abreise zu Konzerten in Mexiko ließ Souza seine Kollegen im Stich. Daraufhin wurde Souza vor die Tür gesetzt. Kurzfristig sprang der Exhumed-Sänger Matt Harvey für die restlichen Konzerte ein, der zuvor mit Hunting und Holt bei Wardance gespielt hatte. Tom Hunting verließ aus gesundheitlichen Gründen, Rick Hunolt aus familiären Gründen sowie wegen Drogenproblemen die Band. Als Ersatz wurden Lee Altus (Heathen, ex-Die Krupps) und Paul Bostaph (früher bei Slayer, Testament und Forbidden) verpflichtet. Neuer Sänger wurde der bis dahin unbekannte Rob Dukes, der bis dahin als Gitarrentechniker für die Band arbeitete.
Zusammen spielte man das Album Shovel Headed Kill Machine ein, welches im Herbst 2005 veröffentlicht wurde. Mitte 2007 kehrte Hunting wieder in die Band zurück. Paul Bostaph schloss sich der Band Testament an. Während der Studiozeit entstanden viele neue Lieder, so dass die Band sich entschloss, innerhalb von wenigen Monaten zwei neue Alben zu veröffentlichen. Am 26. Oktober 2007 erschien das achte Album The Atrocity Exhibition – Exhibit A, die Veröffentlichung des zweiten Teils Exhibit B: The Human Condition folgte allerdings erst im Mai 2010. Im Sommer 2008 traten Exodus auf dem Summer Breeze in Dinkelsbühl auf.
Außerdem wurde im Oktober 2008 mit Let There Be Blood eine Neuaufnahme des Debütalbums Bonded by Blood veröffentlicht. Von Februar 2011 an half Gary Holt zusätzlich bei der Band Slayer aus, nachdem deren Gitarrist Jeff Hanneman infolge eines Spinnenbisses nicht Gitarre spielen konnte. Für die Exodus-Konzerte im Sommer 2012 half der 2005 ausgestiegene Rick Hunolt aus.

### Souzas Rückkehr (2014 bis 2024)
Im Juni 2014 gab die Band die Trennung vom Sänger Rob Dukes bekannt. Als Ersatz kehrte Steve „Zetro“ Souza zu Exodus zurück. Gary Holt begründete den Sängerwechsel in einem Interview mit Meinungsverschiedenheiten über den Klang des zehnten Studioalbums Blood In, Blood Out, das im Oktober 2014 veröffentlicht wurde. Bei dem Lied Salt the Wound steuerte der Metallica-Gitarrist Kirk Hammett ein Gitarrensolo bei.
Im April 2021 gab Schlagzeuger Tom Hunting bekannt, an Plattenepithelkrebs im Magen zu leiden. Die Band verschob ihr neues, bereits aufgenommenes Album Persona Non Grata, sodass Hunting sich auf seine Genesung konzentrieren kann. Er wurde daraufhin bei Konzerten temporär durch den Ex-Schlagzeuger John Tempesta ersetzt. Das elfte Studioalbum, Persona Non Grata, erschien letztlich am 19. November 2021.

### Dukes’ Rückkehr (seit 2025)
Im Januar 2025 trennte sich die Band erneut von Steve Souza und holte dafür Rob Dukes in die Band zurück.

## Diskografie
Studioalben

| Jahr | Titel Musiklabel                                  | Höchstplatzierung, Gesamtwochen, AuszeichnungChartplatzierungen (Jahr, Titel, Musiklabel, Platzierungen, Wochen, Auszeichnungen, Anmerkungen) | Höchstplatzierung, Gesamtwochen, AuszeichnungChartplatzierungen (Jahr, Titel, Musiklabel, Platzierungen, Wochen, Auszeichnungen, Anmerkungen) | Höchstplatzierung, Gesamtwochen, AuszeichnungChartplatzierungen (Jahr, Titel, Musiklabel, Platzierungen, Wochen, Auszeichnungen, Anmerkungen) | Höchstplatzierung, Gesamtwochen, AuszeichnungChartplatzierungen (Jahr, Titel, Musiklabel, Platzierungen, Wochen, Auszeichnungen, Anmerkungen) | Höchstplatzierung, Gesamtwochen, AuszeichnungChartplatzierungen (Jahr, Titel, Musiklabel, Platzierungen, Wochen, Auszeichnungen, Anmerkungen) | Anmerkungen                             |
| Jahr | Titel Musiklabel                                  | DE | AT | CH | UK | US | Anmerkungen                             |
| ---- | ------------------------------------------------- | --- | --- | --- | --- | --- | --------------------------------------- |
| 1985 | Bonded by Blood Combat Records                    | — | — | — | — | — | Erstveröffentlichung: 25. April 1985    |
| 1987 | Pleasures of the Flesh Combat Records             | — | — | — | — | US82 (20 Wo.)US | Erstveröffentlichung: 8. Oktober 1987   |
| 1988 | Fabulous Disaster Combat Records                  | — | — | — | UK67 (1 Wo.)UK | US82 (17 Wo.)US | Erstveröffentlichung: 30. Januar 1989   |
| 1990 | Impact Is Imminent Capitol Records                | — | — | — | — | US137 (9 Wo.)US | Erstveröffentlichung: 21. Juni 1990     |
| 1992 | Force of Habit Capitol Records                    | — | — | — | — | — | Erstveröffentlichung: 17. August 1992   |
| 2004 | Tempo of the Damned Nuclear Blast                 | DE67 (1 Wo.)DE | — | — | — | — | Erstveröffentlichung: 2. Februar 2004   |
| 2005 | Shovel Headed Kill Machine Nuclear Blast          | — | — | — | — | — | Erstveröffentlichung: 4. Oktober 2005   |
| 2007 | The Atrocity Exhibition – Exhibit A Nuclear Blast | DE74 (1 Wo.)DE | — | — | — | — | Erstveröffentlichung: 23. Oktober 2007  |
| 2010 | Exhibit B: The Human Condition Nuclear Blast      | DE32 (2 Wo.)DE | AT49 (1 Wo.)AT | CH53 (1 Wo.)CH | — | US114 (1 Wo.)US | Erstveröffentlichung: 7. Mai 2010       |
| 2014 | Blood In, Blood Out Nuclear Blast                 | DE29 (1 Wo.)DE | AT38 (1 Wo.)AT | CH30 (1 Wo.)CH | UK71 (1 Wo.)UK | US38 (2 Wo.)US | Erstveröffentlichung: 14. Oktober 2014  |
| 2021 | Persona Non Grata Nuclear Blast                   | DE24 (4 Wo.)DE | AT33 (1 Wo.)AT | CH22 (1 Wo.)CH | — | — | Erstveröffentlichung: 19. November 2021 |